# Childebert 1.
Childebert 1. (ca. 496 i Reims – 558) var merovingernes konge og var en af de fire sønner til Klodevig 1. (de tre andre var Klotar 1. Clodomer og Teoderik 1. som delte frankernes kongedømme efter at deres far døde i 511.
I delingen af riget fik han som sin del byen Paris, området nordover til floden Somme, vestover til den engelske kanal og halvøen Armorica. 
Efter mordet på broderen Clodomers børn annekterede Childebert byerne Chartres og Orléans. Han tog del i forskellige ekspeditioner mod kongedømmet Burgund, og i 534 fik han sin del af udbyttet fra kongedømmet i form af Mâcon, Geneve, og Lyon.
Da Witiges, østgoternes konge, afstod Provence til frankerne i 535, blev områderne Arles og Marseille overdraget til Childebert af hans brødre.
I 531 fik han bøn om hjælp fra sin søster Chrotilda, der var gift med kong Amalarik af vestgoterne. Chrotilda som var katolik, hævdede, at den arianske konge i Spanien, mishandlede hende. Childebert drog ned med en armé og besejrede goterkongen og dræbte ham i slaget. Chrotilda døde på vej tilbage til Paris af ukendte årsager.
Childebert udførte andre ekspeditioner mod vestgoterne. I 542 tog han Pamplona i besiddelse med hjælp af sin bror Klotar 1., og belejrede Zaragoza, men blev tvunget til at trække sig tilbage. Fra denne ekspedition tog han et værdifuldt relikvie, kappen til St. Vincent. Til ære for denne byggede han ved Paris porte det berømte kloster til St. Vincent, senere kendt som Saint-Germain-des-Prés. 
Han døde en naturlig død i 558 og blev gravlagt i klosteret han havde grundlagt, hvor hans grav er blevet fundet.